# أوقستو غريس
أوقستو غريس هو سياسي أمريكي، ولد في 9 أبريل 1954 في نورث كينغستاون في الولايات المتحدة. نشط حزبياً في الحزب الديمقراطي. وقد انتخب عضو مجلس نواب ماساتشوستس ‏.